# Афонсу Португальский (магистр)
Афо́нсу де Португа́л или Афо́нсу Португа́льский (порт. Afonso de Portugal; 1135?, место рождения неизвестно — 1 марта 1207, Сантарен (Португалия)) — внебрачный сын первого португальского короля Афонсу Энрикеша, 11/12-й Великий магистр ордена госпитальеров (1202—1206, первый португалец на данном посту), военачальник.

## Имя и идентификация
Определение точного имени, даты и места рождения, деталей биографии данного бастарда Афонсу I Великого затруднена отсутствием достоверных данных. В конце жизненного пути 12-й магистр ордена госпитальеров подписывал документы именем Афонсу. В португальских источниках его имя значится как Афонсу де Португал, а в исследованиях по истории Мальтийского ордена в случае перевода с французского языка — Альфонс Португальский (фр. Alphonse de Portugal).  Себастиано Паули (Sebastiano Pauli) указывал варианты имени: брат Альфонсус (лат. Frater Alphonsus) и Альфонсо Португальский (итал. Alfonso di Portogallo) без упоминания имени Фернанду Афонсу. При том Паули отметил, что ему неизвестно, какая королевская ветвь дала ему своё происхождение, хотя современные ему авторы принимали его за Педру, сына Афонсу I.
К настоящему времени некоторые историки (не все) утвердились во мнении, что Афонсу и Фернанду Афонсу не два бастарда первого португальского короля, а одна и та же историческая личность. В таком случае Афонсу Португальский, 12-й магистр иоаннитов (1202—1206), и Фернанду Афонсу, 9-й алфереш-мор Португалии (1169—1173), — одно и то же лицо. Такого мнения придерживается современный португальский историк Бернарду Вашконселуш и Соуза (Bernardo Vasconcelos e Sousa). Изабел Ленкаштре (Isabel Lencastre), ссылаясь на утверждение португальского историка Жозе Матозу (José Mattoso), склонна считать правдой, что «эти два бастарда могут быть одной и той же личностью». Но их коллега и современник, исследователь генеалогий М. Абраншеш Совирал, не разделяет данную точку зрения, полагая, что Афонсу, магистр ордена госпитальеров, и Фернанду Афонсу, алфереш-мор Португалии — это два разных человека, два брата.

## Биография
Согласно биографическому словарю Portugal, краткие данные биографии великого магистра сводятся к следующему: Афонсу — побочный сын Афонсу Энрикеша от неизвестной матери. Также неизвестны ни место, ни дата его рождения. Имепись данные, что сын короля отправился на Святую землю крестоносцем, будучи рыцарем ордена иоаннитов, что по датировке соответствует участию в третьем или четвёртом крестовых походах. За отвагу и воинские заслуги в 1194 году был избран великим магистром ордена иоаннитов. В то время резиденция ордена была перенесена из Иерусалима в Маграт, где Афонсу руководил собранием Генерального капитула. Впоследствии отказался от высокой чести исполнять обязанности магистра ордена и по неизвестным причинам вернулся в Португалию, где скончался 1 марта 1207 года. Похоронен в церкви св. Иоанна в Сантарене. Эта церковь была заложена орденом иоаннитов. Саркофаг с останками магистра Афонсу де Португал находится (или находился?) слева от главного алтаря церкви.
О его единокровном брате доне Фернанду Афонсу (D. Fernando Afonso), принимая во внимание точку зрения редакции словаря Portugal о том, что это две разные личности и имя их матери неизвестно, сообщались только крайне скупые данные: он был побочным сыном Афонсу Энрикеша и главным знаменосцем королевства.
Данные словаря Portugal совпадают со сведениями Антониу Брандана (António Brandão), писавшим в 1632 году, что истории о внебрачных детях Афонсу Энрикеша полны неточностей и ошибок. Этот автор различал трёх побочных сыновей первого португальского короля: Фернанду Афонсу, Педру Афонсу и Афонсу. Сылаясь на данные предшествовавших авторов, Брандан отметил, что Фернанду Афонсу был обозначен алферешем-мором в документах от 1172 года и многих последующих. Имя Педру Афонсу упоминается в дарственных ордену цистерианцев и монастырю в Алкобасе. В своё время Брандан предостерегал от того, чтобы третьего внебрачного сына короля, Афонсу, великого магистра ордена госпитальеров, принимали за Педру Афонсу из-за ошибочного прочтения эпитафии на саркофаге в церкви св. Иоанна в Сантерене, где значилось «монах Афонсу» (F. Afonso < Freire), но не «Педру Афонсу» (P. Afonso < Pedro). Брандан также призывал не верить слухам о том, что Афонсу отказался от звания магистра, чтобы вернуться в Португалию и претендовать на корону единокровного брата Саншу I, который отравил его ядом как претендента. 100 лет спустя Антониу Каэтану де Соуза (Antonio Caetano de Sousa) также различал двух побочных сыновей короля — Фернанду Афонсу (алфереша-мора королевства) и Афонсу (магистра иоаннитов). Ссылаясь на ранее изданные источники, Соуза указывал 1194 год временем избрания Афонсу магистром. Далее историк с укоризной критиковал иноземных авторов: «Хроники Мальтийского ордена сообщают, что для Афонсу мотивом снятия сана магистра послужило известие о смерти его отца, короля Португалии, и намерение унаследовать престол на правах первородного сына. Но его брат воспрепятствовал этому, отравив его. Если бы историографы, писавшие такое об этом принце, узнали, когда умер его отец король, они бы осознали, что никакого основания та новость не имела и не могла иметь; также не могла в его воображении возникнуть столь абсурдная идея [о престолонаследии], поскольку король умер 10 годами ранее его избрания магистром ордена, и тогда же брат его Саншу получил корону. Хотя нам и не удивительно такое, потому что обыкновенно чужеземные авторы мало информированы о наших событиях. К настоящему времени аббат Верто (Vertot, Histoire de Malte, tom. I. liv. 3. fol. 255) выпустил „Историю Мальтийского ордена“ без упоминания родителей этого принца, сообщив лишь о его происхождении из королевского рода Португалии». Всё же Верто упоминал, что некоторые современные историографы ордена называли магистра по имени Педру (Pierre), полагая, что он был сыном первого короля Португалии Афонсу.
Вышеприведённые краткие сведения дискутировались, обрастали различными версиями, получали новые трактовки, корректировались по обнаружении новых данных. Предполагалось, что матерью Афонсу и Фернанду Афонсу (или Афонсу/Фернанду Афонсу) была возлюбленная Афонсу Энрикеша галисийка дона Шамоа Гомеш. Жозе Анаштазиу Фигейреду (José Anastasio de Figueiredo), как и остальные авторы его времени, включая предшествовавших, датировал избрание дона Афонсу де Португал (Афонсу Португальского) магистром ордена госпитальеров 1194 годом, что связывал с предполагавшимся годом смерти его предшественника Жоффруа де Донжона.
Жозеф Делавиль ле Руль (Joseph Delaville Le Roulx), авторитетный специалист по истории Мальтийского ордена, в 1904 году на основе опубликованных в 1733 году данных Паули (Sebastiano Pauli) откорректировал время смерти Жоффруа де Донжона, датируя её примерно июнем 1202 года. Паули писал, что Донжон руководил орденом до мая 1201 года. На основании не датированного письма этого главы ордена, в котором упоминается случившееся 20 мая 1202 года в Сирии землетрясение, французский исследователь изменил срок его пребывания на посту великого магистра иоаннитов. После такого уточнения период магистерства Афонсу принято обозначать более корректно 1202—1206 годами.
Все авторы, как древние, так и современные, отзывались об Афонсу с высоким уважением, ценили его мужество и милосердие, равно как и его усилия по совершенствованию устава с целью поддержания военной дисциплины, которую слабо соблюдали рыцари. Сам магистр безукоснительно следовал дисциплине как в обычное время, так и во время боевых действий. Аббат Верто изложил общее мнение современных ему историков, согласно которому великий магистр стремился утвердить новый устав ордена с целью повышения воинской дисциплины. Для воплощения задуманного был созван главный капитул в Маграте, где орден нашёл пристанище и куда перевёл свою резиденцию после потери Иерусалима. На том высоком собрании были утверждены положения, внесённые в 1181 году магистром Роже де Муленом, но свободолюбивое рыцарское братство противилось жёсткой регламентации вольной жизни, отклонило предложения Афонсу и пошло на открытый мятеж. Афонсу гордился своим королевским происхождением и пытался доказать законность собственных притязаний. Ни одна из сторон не желала пойти на уступки. Это привело к тяжёлым последствиям. В ордене установилось нечто вроде анархии, и великий магистр, не находя прежней покорности рыцарей, отрёкся от высокой должности и удалился в Португалию.
Афонсу Португальский, 12-й великий магистр иоаннитов, скончался 1 марта 1207. Эпитафия на саркофаге гласит:
In æra MCCXXXXV.
Kalendis Martij obiit Fr. Alphonsus
Magister Hospitalis Hierusalem
Quisquis ades, qui morte cadis perlege, plora,
Sum quod eris, fueram, quod es, pro me precor ora